# Selenicereus undatus
Selenicereus undatus (Haw.) D.R.Hunt è una pianta succulenta della famiglia delle Cactaceae. Il suo frutto è conosciuto come frutto del drago (adattamento dell'inglese dragon fruit), pitahaya o pitaya. Questo ultime termine si applica anche ad altri frutti simili (per esempio quelli dei cactus Stenocereus). La pianta viene anche coltivata a solo scopo ornamentale. Per via della sua fioritura questa pianta viene anche chiamata regina della notte.

## Classificazione
La prima descrizione come Cereus undatus è stata fatta nel 1830 da Adrian Hardy Haworth . Nathaniel Lord Britton e Joseph Nelson Rose l'hanno classificata nel 1918 nel genere Hylocereus.

## Descrizione

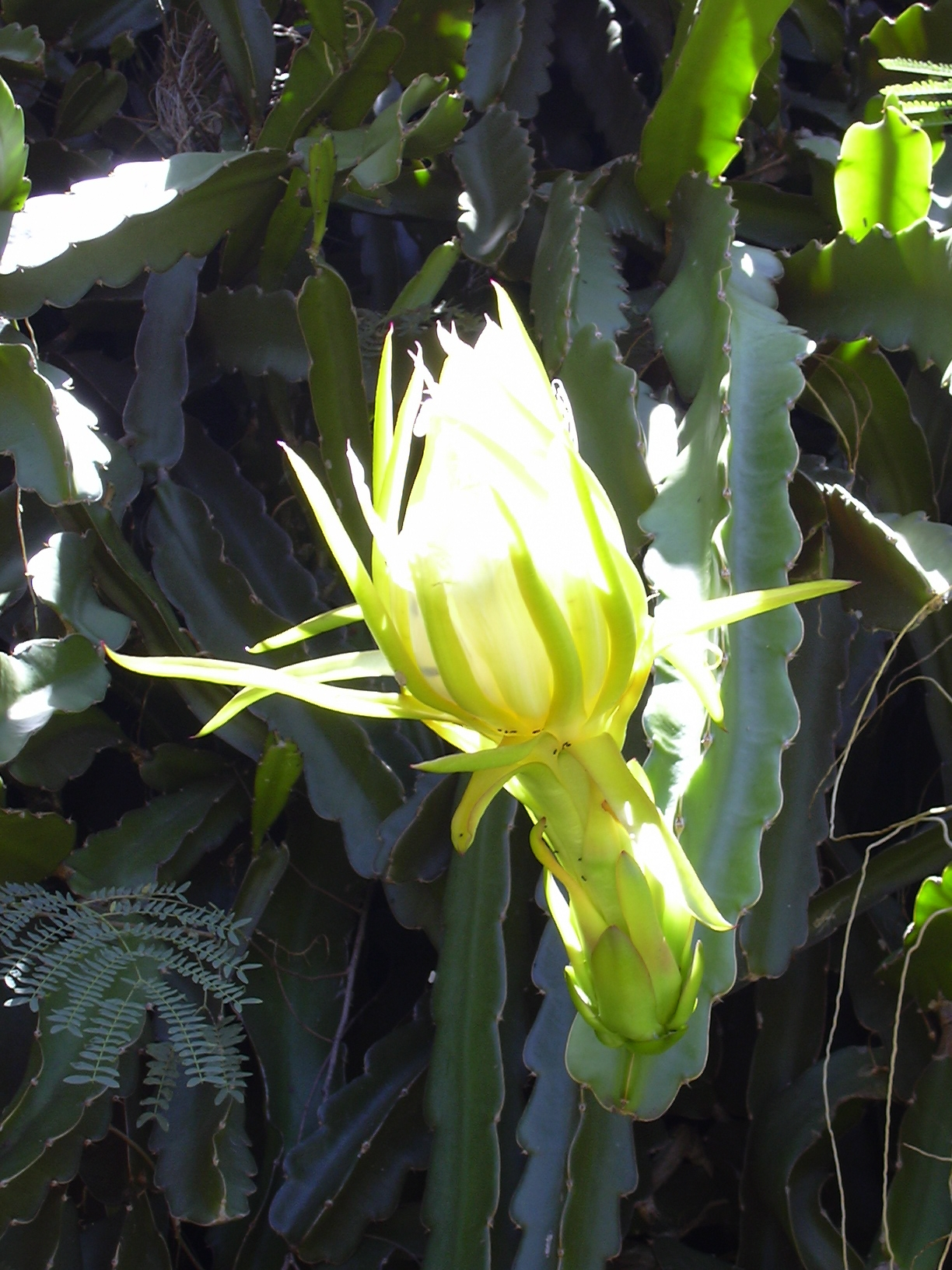
Fioritura regina della notte

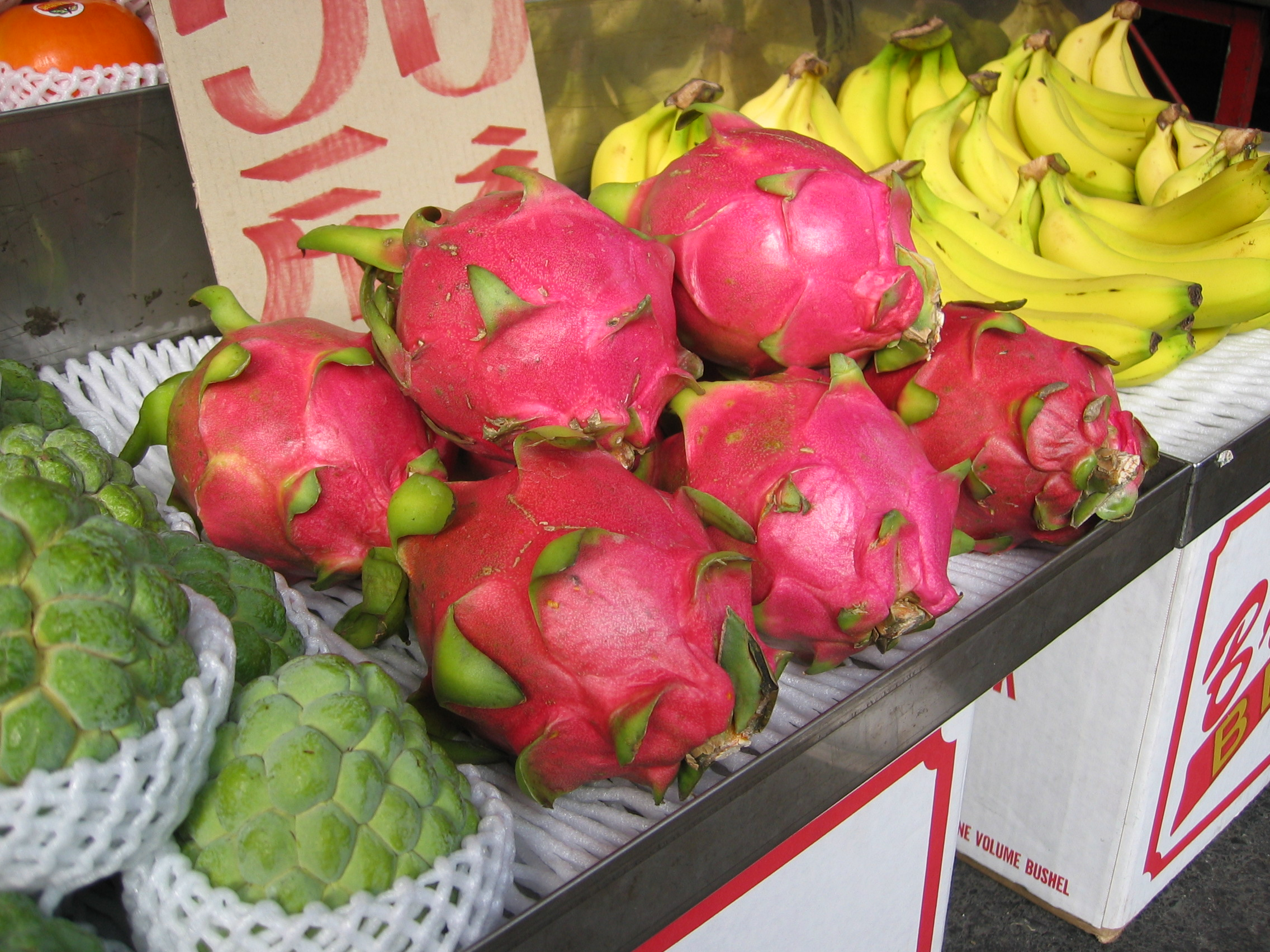
Pitaya a Taiwan

È un cactus con "rami" lunghi anche 6-12 metri, a portamento strisciante o ricadente, molto ramificati. Sono spessi circa 10–12 cm e mostrano tre costolature. Le areole - cioè le piccole aree che portano le spine nei cactus - sono ampie circa 2 mm. Le spine sui rami adulti sono lunghe 1–4 mm, da aciculari a quasi coniche, di colore da grigiastro a nero. con un cactus che varia dai 25 ai 30 cm
Forma radici aeree con le quali riesce ad attaccarsi, per esempio, agli alberi (pianta epifita) o alle rocce (pianta litofita).
I fiori sono bianco verdastri, lunghi circa 25–30 cm con un diametro che varia tra 15 e 20 cm. Gli stami sono lunghi 5–10 cm. I fiori producono nettare per attirare gli impollinatori. Durante la fioritura emanano un forte profumo "vanigliato".
La fioritura di un singolo fiore dura circa 2 giorni e avviene di notte; di giorno il fiore si chiude. La fioritura sfasata nel tempo fa sì che il cactus rimanga in fiore più a lungo.

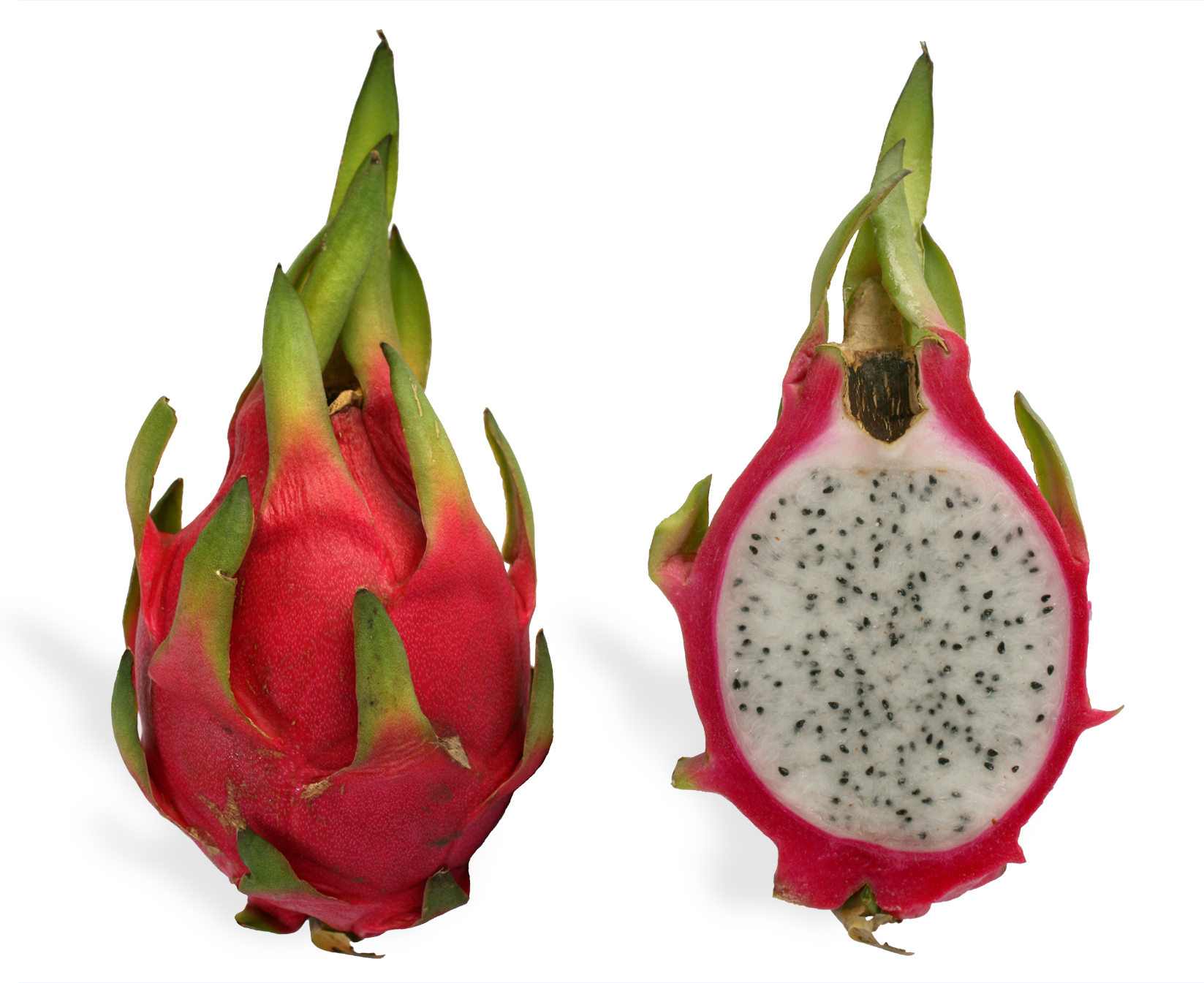
Il frutto

Il frutto è lungo da 5 fino a 12 cm con un diametro di 4–9 cm; è di un colore che varia dal rosa intenso al rosso, con larghe brattee verdastre. La polpa all'interno del frutto è generalmente di color bianco o rosso con numerosissimi e piccolissimi semi di color nero, che sono commestibili. La polpa è di consistenza morbida e ha un gusto dolce e delicato ed è di gradevole profumo.
Alcune piante sono auto-sterili, ovvero non possono fecondarsi da sole in quanto è inibita l'autoimpollinazione.

## Distribuzione e habitat
Le cactacee del genere Selenicereus sono originarie delle zone aride neotropicali (Messico, Guatemala, Costa Rica) e sono successivamente state introdotte in America Centrale e in altre zone del mondo. Sono coltivate in paesi dell'est e del sud dell'Asia come Cambogia, Thailandia, Taiwan, Malaysia, Vietnam, Sri Lanka, Filippine, Nuova Guinea, Indonesia e Bangladesh, e si trovano anche a Okinawa, nelle Hawaii, in Israele, nell'Australia del nord, nella Cina del sud e a Cipro. Tali introduzioni sono probabilmente state effettuate dagli europei di ritorno dal nuovo mondo.
A fini ornamentali viene coltivata anche in zone non idonee per la fruttificazione commerciale, come ad esempio nell'area mediterranea.

## Valori nutrizionali
È un frutto ricco di sali minerali, ma anche molto calorico: 100g corrispondono a ben 264 kcal.